# Ambigodanahlli, Arkalgud
Ambigodanahlli là một làng thuộc tehsil Arkalgud, huyện Hassan, bang Karnataka, Ấn Độ.